# Maria Cantwell
Maria Ellen Cantwell (* 13. října 1958 Indianapolis, Indiana) je americká podnikatelka a politička za Demokratickou stranu. Od roku 2001 je senátorkou USA za stát Washington.
V letech 1987 až 1993 byla členkou washingtonské Sněmovny reprezentantů, když reprezentovala washingtonský 44. okrsek. V roce 1993 se stala členkou Sněmovny reprezentantů za washingtonský první okrsek, ve funkci setrvala do roku 1995. V letech 1995 až 2000 pracovala v soukromém sektoru. 
V roce 2000 byla zvolena senátorkou státu Washington, když porazila kandidáta Republikánů a dosavadního senátora Slada Gortona o pouhou jednu desetinu procenta (tj. o dva tisíce hlasů). Mandát poté obhájila v letech 2006, 2012, 2018 a 2024.